# غيونغ ري (مغنية)
باك غيونغ ري (بالكورية: 박경리. ولدت في 5 يوليو 1990)، هي مغنية وممثلة ومذيعة وعارضة أزياء وعضوة في فرقة الفتيات الكورية الجنوبية ناين ميوسز، بدأت مسيرتها الفنية سنة 2012 ولا تزال عضوة في الفرقة حتى الآن.

## حياتها
ولدت غيونغ ري في مدينة بوسان في كوريا الجنوبية،لديها شقيقة كبرى، درست في مدرسة سونغ وو الابتدائية، ثم مدرسة بون سونغس المتوسطة للفتيات وأنهت تعليمها في مدرسة داي ميونغ الثانوية للفتيات، عرفت بصوتها الجميل ورقصها المذهل قبل الترسيم، كانت متدربة في شركة ستار امباير وكانت من ضمن التشكيلة الرسمية لفرقة ناين ميوسز لكنها خرجت قبل الترسيم في 2010 , ثم ذهبت لشركة ميد لاين وكانت سوف تترسم في فرقة تدعى فيفا قيرلز مع لايم من فرقة هيلو فينوس و ووهي من فرقة دال شابيت وعدة متدربات أخريات، لكن فشل مشروع فرقة فيفا قيرلز لأسباب مجهولة، بعدها تدربت غيونغ ري في شركة جيلي فيش التي تضم فرقة فيكس , وأخيرا في 2011 عادت لشركتها الأم ستار امابير للترسم في ناين ميوسز في النهاية في سنة 2012 .

## البرامج التيلفزونية
| السنة | البرنامج                 | القناة                      | ملاحظات                                 |
| ----- | ------------------------ | --------------------------- | --------------------------------------- |
| 2012  | MM Choice 3              | إم بي سي ميوزيك             | مع ناين ميوسز                           |
| 2012  | ويكلي أيدول              | إم بي سي إفري وان           | الحلقة 46 مع ناين ميوسز                 |
| 2013  | Blue Tower               | تي في إن                    |                                         |
| 2013  | ALL THE KPOP             | إم بي سي ميوزيك             | ضيفة في الحلقة 23,24,34,35              |
| 2013  | Star Beauty Show         | نظام بث سول                 | مع ناين ميوسز                           |
| 2013  | Top Gear Korea           | XTM                         | مع ناين ميوسز                           |
| 2014  | Nine Muses Cast          | قناة ناين ميوسز في اليوتيوب |                                         |
| 2014  | HOMME                    | XTM                         |                                         |
| 2015  | M!Countdown              | إمنت (قناة تلفزيونية)       | مذيعة مع دوجون من زيا                   |
| 2015  | ويكلي أيدول              | إم بي سي إفري وان           | الحلقة 184مع ناين ميوسز                 |
| 2015  | A Song For You           | نظام البث الكوري            | الموسم 4 الحلقة 5 مع ناين ميوسز         |
| 2015  | ساترداي نايت لايف كوريا  | تي في إن                    | الموسم 6 الحلقة 29                      |
| 2016  | God Of Music 2           | إمنت (قناة تلفزيونية)       | مذيعة                                   |
| 2016  | Knowing Brother          | جي تي بي سي                 | ضيفة في الحلقة 22                       |
| 2016  | Girls Who Eat Well       | جي تي بي سي                 | مشاركة                                  |
| 2016  | Immortal Song 2          | نظام البث الكوري            | مشاركة في الحلقة 262 مع ناين ميوسز وزيا |
| 2016  | Taxi                     | تي في إن                    | ضيفة في الحلقة 440                      |
| 2016  | RADIO STAR               | إم بي سي إفري وان           | ضيفة في الحلقة 489                      |
| 2016  | King of Mask Singer      | مؤسسة منهوا للإذاعة         | مشاركة في الحلقة 75                     |
| 2016  | Happy Together           | كي بي إس 2                  | ضيفة في الحلقة 473                      |
| 2017  | Lets Eat Dinner Together | جي تي بي سي                 | ضيفة في الحلقة 14                       |
| 2017  | Law of the Jungle        | نظام بث سول                 | ضيفة في الحلقة 247 وحتى 255.            |
| 2018  | رانينغ مان               | نظام بث سول                 | ضيفة في الحلقة 405                      |
| 2018  | Salty Tour               | تي في إن                    | ضيفة في الحلقة 7 و 8 و 9 و 10           |

## الأعمال الدرامية
2013 : أجبني 1994

## الفيديوهات الموسيقية
| السنة | الأغنية      | الفنان     | مرجع  |
| ----- | ------------ | ---------- | ----- |
| 2014  | It Girl      | Homme      | [ 1 ] |
| 2015  | Crush On You | The Legend | [ 2 ] |
| 2016  | Shut up      | Unnies     | [ 3 ] |

## الأعمال الموسيقية
- نيوز عام 2012
- تيكيت عام 2012
- دولز عام 2013
- وايلد عام 2013 [4]
- قن عام 2013
- قلو عام 2013
- دراما عام 2015 [5]
- هرت لوكر عام 2015
- سليبليس نايت 2015
- ليب تو ليب 2016
- ريمبير 2017
- لاف ستي 2017

## روابط خارجية
- كيونغري على موقع ميوزك برينز (الإنجليزية)